# معركة سهارت
قد وقعت معركة سهارت في 24 أبريل 1541 بين جيش الإمبراطور جيلاوديوس وقوى جراد إمار، المصاحبة للإمام أحمد بن إبراهيم الغازي. وفقا للمصادر الإثيوبية، تمت هزيمة جيلاوديوس.
تولي جيلاوديوس العرش بعد وقت قصير من وفاة والده في 2 سبتمبر 1540.على الرغم من صغر سنه، وخلال الأشهر القليلة التالية قدم عدة هجمات ناجحة على الحاميات الصومالية في شمال إثيوبيا.رفع هذا الروح المعنوية عند الإثيوبيين المسيحيين المضطربين، ولدى وصوله إلي مقاطعة سامين ،وهنلك كان محاطا بالمسلمين الجدد الذين انضموا للإمام نظراً لرحمته، بعدها بقليل عبر الإمبراطور الشابنهر تكازي لمراقبة عيد القيامة في صرد. إفترض جراد إمار (محافظ جانز لدي الإمام أحمد) أن حراسة جيلاوديوس سيكونون بعيدا في منازلهم للاحتفال بالعيد لذلك اختار هذا التاريخ للهجوم، تم إبلاغ هذه الخطة بسرعة لجيلاوديوس، الذي كان قادرا على إعداد رده الخاص .
عندما اقترب جراد إمار من منطقة صرد وقع في كمين دبره له جيلاوديوس وقد دمر جيش إمار، ومع ذلك تنص سجلات الاثيوبية على أن جيلاوديوس هزم في سهارت، بغض النظر عن النتيجة عاد جيلاوديوس ليعبر نهر تكازي، ويقال أن جيلاوديوس تتراجع جنوبا بعيدا حتى شيوا .